# Saint-Maurice-de-Cazevieille
Saint-Maurice-de-Cazevieille este o comună în departamentul Gard din sudul Franței. În 2009 avea o populație de 653 de locuitori.

## Evoluția populației
| An        | 1975 | 1982 | 1990 | 1999 | 2006 | 2009 |
| --------- | ---- | ---- | ---- | ---- | ---- | ---- |
| Populație | 431  | 447  | 505  | 478  | 588  | 653  |